# Bernard Rousselet
Bernard Rousselet (* 6. August 1935 in Nancy; † 14. Juni 2021) war ein französischer Schauspieler, der vor allem durch die Serien Thierry la Fronde und Allô Police bekannt wurde.

## Karriere
Bernard Rousselet spielte seit Ende der 1950er Jahre Theater, so in Strasbourg am Theatre de Comédie, wo er unter anderem den Graberg in Henrik Ibsens Die Wildente spielte. Er ging nach Paris, wo er am Théâtre des Champs-Élysées  in Antoine Bourseillers Inszenierungen von Bertolt Brechts Im Dickicht der Städte (als Manky) und Auguste Villiers de l'Isle-Adams Axel (Titelrolle Axel d'Auersberg) spielte. Sein Fernsehdebüt als Poet Pierre in der Serie „Thierry la Fronde“ machte ihn an der Seite von Titelheld Jean-Claude Drouot schnell populär. Von 1966 bis 1969 spielte er den Polizisten Mareuil in der Serie „Allô Police“ (Paris 13), Eine weitere populäre Serienrolle war sein Hubert in der Familiensaga  Die Leute von Mogador (Les gens de Mogador, 1972). 1973 war er Jean Marais’ Co-Star in der Serie „Karatekas & co“.  Im Fernsehen war Bernard Rousselet weiterhin neben Delphine Seyrig als Alexej Beljajew in André Barsacqs Iwan-Turgenjew-Verfilmung Ein Monat auf dem Lande (1966), als Charles Grandet in der Balzac-Verfilmung Eugénie Grandet und als Walter neben Paloma Matta in Die Frau in Weiß (1969) zu sehen.  Seine bekanntesten Filmrollen sind der Ehemann von  Sylvia Kristel in Claude Chabrols Alice (1977) und der Buchhändler, der Claude Jade bei der Suche nach ihrem Mann in Bernard Fériés Une petite fille dans les tournesols (1984) hilft. Seine Fernsehkarriere endete 1987, bis Anfang der 1990er Jahre spielte Rousselet Theater.

## Filmografie (Auswahl)
- 1963–1965: Thierry la Fronde (Fernsehserie, 32 Folgen)
- 1966–1970: Allô Police (Fernsehserie, 32 Folgen)
- 1973: Julia von Mogador (Les gens de Mogador, Fernsehserie, 6 Folgen)
- 1975: Die großen Detektive (Les Grands Détectives, Fernsehserie, 1 Folge)
- 1977: Alice (Alice ou la dernière fugue)
- 1978: Die Untersuchungsrichterin (Madame le juge, Fernsehserie, 1 Folge)
- 1979: Das Licht der Gerechten (La lumière des justes, Fernsehdreiteiler)
- 1983: Ticket ins Chaos (Banzaï)
- 1984: Une petite fille dans les tournesols